# Cyclopogon bicolor
Cyclopogon bicolor là một loài thực vật có hoa trong họ Lan. Loài này được (Ker Gawl.) Schltr. mô tả khoa học đầu tiên năm 1919.

## Hình ảnh

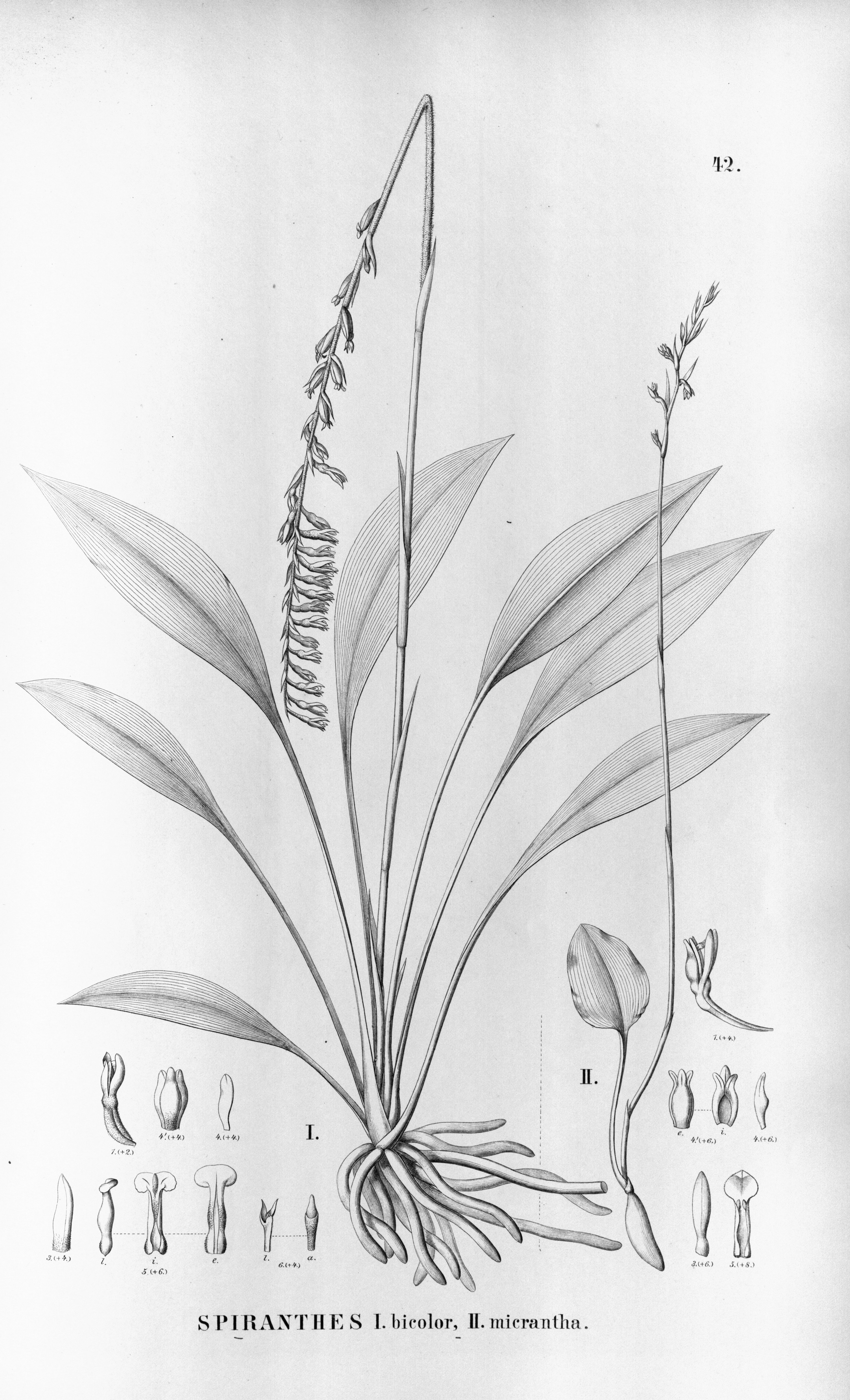